# Ford Model C
Ford Model C är namnet på två olika personbilar från biltillverkaren Ford. Den första var en amerikansk bilmodell och en version av Ford Model A, som var den första serietillverkade bilen konstruerad av Henry Ford, men med ett modernare utseende. Den hade en något kraftfullare motor och 15 cm (6 inches) längre hjulbas. Den var en enklare bil i Fords modellutbud, jämfört med den mer exklusiva Ford Model B. Produktionen upphörde 1905 efter uppskattningsvis 800 tillverkade bilar. Modell C ersattes av Ford Model F 1905.
De båda modellerna A och C tillverkades parallellt, och en Model A kunde också köpas med den något större Model C-motorn (en variant som gick under beteckningen Ford Model AC). Modell C-motorn var tvåcylindrig med en cylindervolym på knappt två liter och på 8 hästkrafter (från 1905 utökat till 10 hk) med en hävdad toppfart på 38 mph. Modell C såldes i sitt tvåsitsiga grundutförande för 850 USD, med möjlighet att göra den fyrsitsig för 100 USD extra. Även två olika tak, av gummi eller av läder, fanns som tillval för mellan 50 och 80 USD.
Även om Model C hade en utskjutande främre ”låda” som en modernare bil, till skillnad från platta fronten Model A, var denna front rent dekorativ - motorn satt i själva verket under sitsen (det som var placerat under huven var i själva verket bensintanken).
Den här artikeln är helt eller delvis baserad på material från engelskspråkiga Wikipedia.

## Ford Model C Ten (Junior)
Den modernare upplagan av Ford Model C var en personbil, tillverkad av Ford Motor Companys europeiska dotterbolag mellan 1935 och 1937. I Tyskland kallades bilen Ford Eifel och på den skandinaviska marknaden Ford Junior de Luxe.
Model C var en större och mer ombonad variant av den enklare Model Y. Tekniken med stela hjulaxlar upphängda i tvärliggande bladfjädrar och mekaniska bromsar hämtades från syskonmodellen, men Model C fick en modernare kaross. Den fyrcylindriga sidventilsmotorn på 1,2 liter motsvarade 10 brittiska skattehästkrafter för fordonsskatten och bilen kallades även Ford 10hp eller Ten i Storbritannien.